# 田添健汰
田添 健汰（たぞえ けんた、1995年4月2日 - ）は、日本の男子卓球選手。福岡県北九州市出身。
木下グループ所属。右利き。
Tリーグは木下マイスター東京所属。
2017年ドイツデュッセルドルフで開催された第54回世界卓球選手権個人戦に前田美優との混合ダブルスで出場した。2021年12月23日に入籍したことをTwitter上で発表。

## 来歴
6歳の時に石田卓球クラブで卓球を始めた、ホープス代表も経験し、2007年の全国ホープス卓球大会で優勝した、中間東中学校、2008年にJOCエリートアカデミー（1期生）に入校したが上京直後に右ひじを故障し手術治療で約1年のブランクで帰京、希望が丘高等学校から専修大学へ進学。

## プレースタイル
右シェーク両面裏ソフトのドライブ主戦型。

## 主な戦績
2012年
- ITTFスペインジュニア&カデットオープン ジュニア男子ダブルス 優勝（森薗政崇ペア）

2013年
- 平成24年度全日本卓球選手権大会 混合ダブルス 優勝（前田美優ペア）、ジュニア男子シングルス 3位
- ITTFスペインジュニア&カデットオープン ジュニア男子シングルス 優勝
- ITTFスペインジュニア&カデットオープン ジュニア男子ダブルス 優勝（平野晃生ペア）

2014年
- 関東学生卓球新人選手権大会 男子ダブルス 優勝（東勇渡ペア）
- ITTFワールドツアーベラルーシオープン U21 準優勝
- 関東学生チームカップ 準優勝（専修大A）

2015年
- 第82回全日本大学総合卓球選手権大会個人の部 男子ダブルス 優勝（郡山北斗ペア）
- 平成26年度全日本卓球選手権大会 混合ダブルス 3位（前田美優ペア）
- フィンランドオープン 男子団体 優勝（日本1）

2016年
- 平成27年度全日本卓球選手権大会 混合ダブルス 優勝（前田美優ペア）
- ITTFワールドツアースウェーデン U21 優勝

2017年
- 平成28年度全日本卓球選手権大会 混合ダブルス 優勝（前田美優ペア）
- 第23回アジア卓球選手権 混合ダブルス 銅メダル（前田美優ペア）

2021年
- 第55回全日本社会人卓球選手権 男子ダブルス 準優勝（大島祐哉ペア）

## 受賞
- 平成28年度春季関東学生リーグ戦 男子1部 優秀選手賞[4]